# John Midgley
Pour les articles homonymes, voir Midgley.
Jonathan « John » Midgley est un chef-opérateur du son britannique.

## Filmographie (sélection)
- 1999 : Star Wars, épisode I : La Menace fantôme (Star Wars: Episode I – The Phantom Menace) de George Lucas
- 2000 : Quills, la plume et le sang (Quills) de Philip Kaufman
- 2001 : Harry Potter à l'école des sorciers (Harry Potter and the Philosopher's Stone) de Chris Columbus
- 2001 : Enigma de Michael Apted
- 2002 : Harry Potter et la Chambre des secrets (Harry Potter and the Chamber of Secrets) de Chris Columbus
- 2002 : L'Importance d'être Constant (The Importance of Being Earnest) d'Oliver Parker
- 2004 : Hôtel Rwanda (Hotel Rwanda) de Terry George
- 2008 : Deux Sœurs pour un roi (The Other Boleyn Girl) de Justin Chadwick
- 2010 : Les Voyages de Gulliver (Gulliver's Travels) de Rob Letterman
- 2010 : Le Discours d'un roi (The King's Speech) de Tom Hooper
- 2011 : Hugo Cabret (Hugo) de Martin Scorsese
- 2014 : Imitation Game (The Imitation Game) de Morten Tyldum
- 2016 : Doctor Strange de Scott Derrickson
- 2016 : Alice de l'autre côté du miroir (Alice Through the Looking Glass) de James Bobin

## Distinctions

### Récompenses
- Oscars 2012 : Oscar du meilleur mixage de son pour Hugo Cabret
- BAFTA 2012 : British Academy Film Award du meilleur son pour Hugo Cabret

### Nominations
- Oscar du meilleur mixage de son
  - en 2000 pour Star Wars, épisode I : La Menace fantôme
  - en 2011 pour Le Discours d'un roi
- British Academy Film Award du meilleur son
  - en 2000 pour Star Wars, épisode I : La Menace fantôme
  - en 2002 pour Harry Potter à l'école des sorciers
  - en 2003 pour Harry Potter et la Chambre des secrets
  - en 2011 pour Le Discours d'un roi
  - en 2015 pour Imitation Game